# Симондо, Пьеро
Пьеро Симондо (итал. Piero Simondo 25 августа 1928 г. Козио-ди-Арруша, Империя, Италия — 6 ноября 2020 г. Турин) — итальянский художник-авангардист.

## Биография
Родился на севере Италии, в Лигурии. Получил художественное образование в Академии Альбертина в классах живописцев Феличе Казорати и Филиппо Скроппо. Затем изучал философию в Туринском университете. Первые работы Симондо представляли собой керамические произведения в абстракционистском стиле, в этом ему помогал Пино Галлицио, дававшем Симондо также уроки живописи. В 1952 году проходит выставка керамики Пьеро Симондо в городке Альба в Пьемонте. В 1955 году Симондо, совместно с Асгером Йорном и Пино Галлицио создаёт новое художественное объединение «Международное движение за имажинистский Баухаус» (MIBI) и издаёт его печатный орган, журнал Eristica. Летом 1955 года проходит их выставка в городе Абристола. В сентябре 1956 Симондо, Асгер Йорн, Пино Галлицио и Елена Верроне проводят в Альба Всемирный конгресс свободных художников по теме «Свободное искусство и индустриальная активность». В следующем году Симондо и Елена Верроне женятся.
Летом 1957 Симондо во время отпуска в Козио-ди-Арруша основывает «Ситуанистский интернационал», однако уже на следующий год он, Елена Верроне и Вальтер Олмо, после ссоры с Ги Дебором, из этой организации выходят. В 1962 году Симондо в Турине вместе с группой рабочих и левой интеллигенции образуют новый союз «Международный институт творчества» (Centro Internazionale per un Istituto di Ricerche Artistiche, CIRA) (1962—1967). Целью художника было воссоздание результатов своих изысканий в художественной мастерской в Альбе, посвящённых созданию инсталляций на темы враждебного воздействия промышленной цивилизации на природный мир и окружающую среду (темы, которыми занимался и Пино Галлицио). С 1972 года художник преподаёт в Туринском университете и ведёт там занятия там до 1996 года. В университете Симондо преподаёт методику и дидактику аудио-визуальных средств массовой информации.
Творчество Симондо, развивавшееся с начала 1950-х годов, получило своё начало в Монотипии. В начале 1960-х он создаёт серию «топологий». В последующие годы художник работает над рядом циклов полотен («Квадри-манифест», «Ipo-pitture», «Nitro-raschiati» и др.), в которых много экспериментирует с цветом, техникой рисунка и различными материалами. В 1990-е, когда «страх перед авангардом унялся», Симондо вновь много рисует пастелью и масляными красками. Наряду с рядом других художников (Аллан Капров, Серж Штауффер, Нам Джун Пайк и Асгер Йорн), Пьеро Симондо является одним из первопроходцев в развитии авангардистского искусства XX века.

## Сочинения
- L’alba della logica. SEI, Turin 1967.
- Ars vetus, ars modernorum. SEI, Turin 1971.
- Spazi educativi e ricerca in situazioni di Laboratorio. Tirrenia Stampatori, Turin 1981.
- Che cos’è stato ilsperimentale di Alba. Libreria Sileno Editrice, Genua 1986.
- La situazione laboratorio. Tirrenia Stampatori, Turin 1987
- Formazione e produzione di immagini. Franco Angeli, Mailand 1989.
- Il colore dei colori. La Nuova Italia, Florenz 1990.
- A mo’ di prefazione. в: Katalog Jorn in Italia. Gli anni del Bauhaus imaginista. Fratelli Pozzo, Turin 1997.
- Guarda chi c’era, guarda chi c’è. L’infondata fondazione dell’Internazionale Situazionista. Ocra Press, Genua 2004.

## Издаваемые журналы
- Eristica. тематический журнал M.I.B.I., основанный Пино Галлицио, Пьеро Симондо и Асгером Йорном в городке Альба.